# پرواز شماره ۲۵۳ لینئا آئروپستال آلاس دی ونزوئلا
پرواز شماره ۲۵۳ لینئا آئروپستال آلاس دی ونزوئلا (به انگلیسی: Linea Aeropostal Venezolana Flight 253) یک پرواز شرکت آئروپستال آلاس دی ونزوئلا از نیویورک، ایالات متحده به مقصد کاراکاس، ونزوئلا بود که در آن ۱۸ مسافر و ۷ خدمه حضور داشتند، در تاریخ ۲۷ نوامبر ۱۹۵۶ در فرودگاه کاراکاس، ونزوئلا دچار سانحه شد و ۲۵ نفر جان باختند.